# Любопитния Джордж (филм)
„Любопитния Джордж“ (на английски: Curious George) е американски анимационен филм от 2006 г. Базиран е от създателите на Маргарет Рей и Ханс Аугусто Рей. Неговите продължения са „Любопитния Джордж 2: Следвайте тази маймунка“ (2009) и Любопитният Джордж 3: Обратно към джунглата.

## „Любопитния Джордж“ в България
В България филмът се излъчи на 22 октомври 2011 г. по Нова телевизия с български дублаж за телевизията. Екипът се състои от:
| Преводач            | Мая Мавродиева                                                                       |
| Режисьор на дублажа | Димитър Кръстев                                                                      |
| Тонрежисьор         | Димитър Кукушев                                                                      |
| Озвучаващи артисти  | Ани Василева Христина Ибришимова Здравко Методиев Силви Стоицов Георги Георгиев-Гого |